# 버나드 카츠
버나드 카츠 경(영어: Sir Bernard Katz, FRS, 1911년 3월 26일 ~ 2003년 4월 20일)은 독일 제국 출신의 영국의 생리학자, 신경과학자이다. 1970년에 신경말단에서의 정보전달 물질을 발견·연구한 공로로 줄리어스 액설로드, 울프 폰 오일러와 함께 노벨 생리학·의학상을 수상했다.

## 수상 경력
- 1967년 : 코플리 메달
- 1970년 : 노벨 생리학·의학상

## 회원
- 1952년 : 왕립학회 회원[1]

## 같이 보기
- 화학적 시냅스
- 신경근 접합부